# Hidebehind

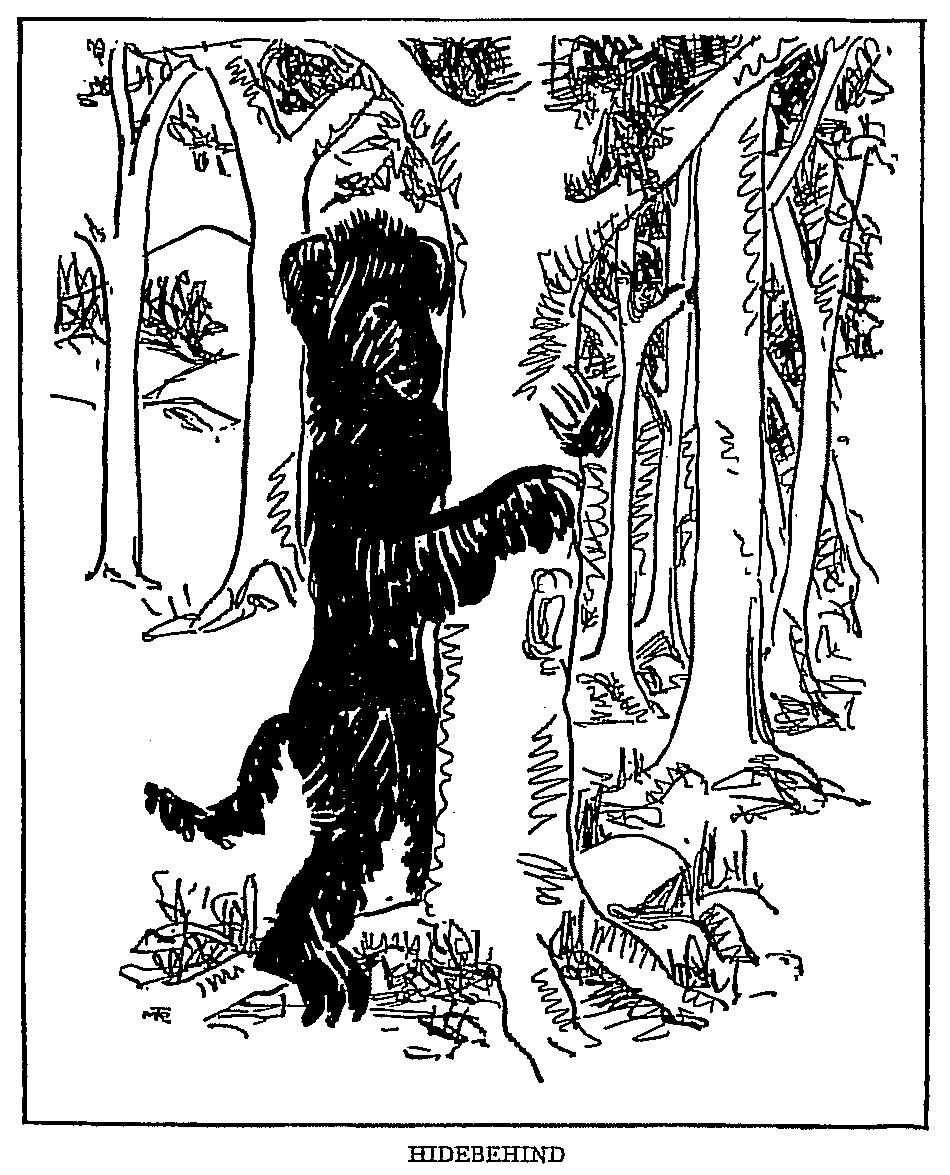
Hidebehind în Fearsome Critters (1939)

Hidebehind („ascunde în spate”) este un monstru nocturn  din folclorul american care vânează oamenii ce ajung să rătăcească prin păduri și care a fost învinuit de disparițiile tăietorilor de lemne care nu se întorceau în tabără. După cum sugerează numele sau, creatura tinde să se ascundă. Când cel care a zărit-o încearcă să se uite mai clar la ea, aceasta se ascunde în spatele unui obiect sau a persoanei și, prin urmare, nu poate fi văzută direct. Creatura se folosește de această abilitate pentru a urmări prada și pentru a o ataca prin surprindere. Victimele menționate, inclusiv tăietorii de lemne și alții care frecventează pădurile, sunt apoi târâte în bârlogul creaturii pentru a fi devorate.Creatura subzistă în principal din intestinele victimei sale și are o aversiune puternică față de alcool, care este, prin urmare, folosit pentru a îndepărta creatura. Poveștile despre aceste ființe ar fi putut fi folosite ca o explicație a zgomotelor ciudate care se auzeau în pădure noaptea. Primele relatări le descriu ca animale mari și puternice, în ciuda faptului că nimeni nu a putut să le vadă. 